# Черкасова, Лидия Яковлевна
Лидия Яковлевна Черкасова (31 июля 1839, Нижний Новгород - 20 марта 1882, Москва) — русская писательница.

## Биография
Родилась в Нижнем Новгороде; баронесса, из дворян, дочь коллежского асессора. Воспитывалась в местном институте.
Дебютировала на литературном поприще в 1859 году под псевдонимом «Л. Долинская» в журнале «Развлечении» под редакцией Фёдора Богдановича Миллера, где поместила ряд рассказов и бытовых очерков: «Маска» (1859), «Ночлег в корчме», «Игра природы» (1862), «Последний вечер моего двадцатого года» (1859), «Девичник» (1861), «Мальвина» (1862), «Роман на железной дороге» (1868). Подписывалась также буквами «Ч***», «Л. Ч.», «Ч-ва».
Сотрудничала в «Русском мире» 1860-х гг. («Юристенвальс», 1862), в «Русском вестнике», где её повесть «Скромная доля» (1869) и другие были помещены за её полной подписью, в «Русском обозрении» и других периодических печатных изданиях.
Преподавала во 2-й московской женской гимназии